# Zarinea
Zarinea (en llengua dels saces, *Zarinayā; en grec antic: Ζαριναια, romanitzat: Zarinaiā; en llatí: Zarinæa) va ser una reina d'una de les tribus dels saces o dels dahes del segle VII aC que és esmentada per Diodor de Sicília.

## Nom
El nom grec i llatí ve del sace *Zarinayā, que vol dir la «la Daurada». Realment, el nom és un hipocorístic format a partir de l'iranià antic *zari- («daurada») i el sufix *-aya.

## Historicitat
Segons l'iranòleg Rüdiger Schmitt, Zarinea és una figura llegendària. Per contra, la historiadora Adrienne Mayor suggereix que podria ser una figura històrica.

## Vida
Zarinea era germana i dona del rei sace Cidreu, però després de la seva mort quan encara era jove, es va convertir en la reina governant de la seva tribu, entre la qual les dones lluitarien al costat dels homes. Zarinea era una dona sorprenentment bella la bellesa de la qual superava a la d'altres dones saces, i es va distingir com a guerrera i com a governant, sent considerada un heroi per derrotar les tribus enemigues, i se suposa que va fundar diverses ciutats.
Després de la mort de Cidreu, Zarinea s'havia casat amb el rei part Màrmares, i en un moment donat els parts es van revoltar contra els medes i van confiar el seu país i la seva capital a la gent de Zarinea, després de la qual cosa va esclatar una guerra entre aquest, liderat per la mateixa Zarinea, i els medes.
Hi ha diversos relats de la guerra dels saces contra els medes: segons una versió, Zarinea va ser aixecada del seu cavall per Estriangeu, gendre del rei mede Ciàxares (a qui Diodor va anomenar Astíbaras en el seu relat), que, sorprès per la seva bellesa, li va permetre pujar al seu cavall i fugir il·lès; segons una altra versió, Zarinea va ser ferida i capturada per Estriangeu, que va escoltar les seves súpliques i li va salvar la vida.
Quan Màrmares va capturar més tard a Estriangeu, Zarinea va suplicar al seu marit perquè l'alliberés perquè li havia salvat la vida. I quan Màrmares estava a punt d'executar a Estriangeu, Zarinea va matar Màrmares, va alliberar Estriangeu i els presoners de guerra medis i va lliurar les seves terres als medes. Al final d'aquesta guerra, els parts van acceptar el domini medi, i es va fer la pau entre els medes i els saces.
El mateix Estriangeu s'havia enamorat de Zarinea, i ell la va visitar a la ciutat de Roxànace, on ella el va saludar, el va besar públicament i va pujar al seu carro mentre conversava alegrement.
Quan Estriangeu va dir a Zarinea dels seus sentiments, ella el va rebutjar suaument i el va castigar per la seva infidelitat cap a la seva pròpia dona i les seves concubines, després de la qual cosa Estriangeu va escriure una carta de comiat a Zarinea i va decidir suïcidar-se. No obstant això, els registres més enllà de la decisió d'Estriangeu de suïcidar-se no s'han conservat, deixant el seu destí desconegut.
Gràcies als èxits heroics de Zarinea i perquè havia mantingut feliç al seu poble, després de la seva mort va ser honrada per ells amb un enorme monticle-tomba piramidal de 600 peus d'alçària al cim del qual hi havia una estàtua daurada.

## Llegat
Diverses versions del nom són comunes al sud d'Àsia, Àsia occidental i Europa de l'Est.
El nom de Zarinea també ha estat revifat artificialment entre els  ossetes mitjançant la forma Зӕринӕ.